# Torbat-e Dschām (Verwaltungsbezirk)
Torbat-e Dscham (persisch شهرستان تربت جام Schahrestān Torbat-e Dschām) ist ein Schahrestan in der Provinz Razavi-Chorasan im Iran. Er enthält die Stadt Torbat-e Dscham, welche die Hauptstadt des Verwaltungsbezirks ist.

## Demografie
Bei der Volkszählung 2016 betrug die Einwohnerzahl des Schahrestan 267.671. Die Alphabetisierung lag bei 86 Prozent der Bevölkerung. Knapp 49 Prozent der Bevölkerung lebten in urbanen Regionen.
| Zensusjahr | Einwohnerzahl |
| ---------- | ------------- |
| 2011       | 262.712       |
| 2016       | 267.671       |